# Becks
Becks é um filme independente de drama musical estadunidense de 2017, co-dirigido por Elizabeth Rohrbaugh e Daniel Powell, e co-escrito com Rebecca Drysdale. É estrelado por Lena Hall, Mena Suvari e Hayley Kiyoko. O filme é centrado em uma musicista lésbica chamada Becks, que volta para a casa de sua infância em St. Louis, Missouri, após um relacionamento fracassado. Becks estreou no Festival de Cinema de Los Angeles de 2017 e ganhou o prêmio de Melhor Filme na categoria Ficção dos EUA.

## Enredo
Becks (Hall) é uma musicista de apoio de sua namorada cantora, Lucy (Kiyoko), que mora na cidade de Nova York. Depois que Lucy é escalada para um novo reality show para aspirante a cantora, ela se muda para Los Angeles e Becks arruma seu apartamento e faz viagens para conhecê-la. Quando Becks chega em LA, ela pega Lucy com outra mulher. Becks então volta para sua cidade natal, St. Louis, Missouri, para morar com sua mãe católica devota, Ann (Lahti), que afirma se sentir desconfortável com a sexualidade de Becks. Becks então reacende uma amizade com seu ex-namorado do colégio, Dave (Fogler), que agora é dono de um bar na cidade. Becks começa a fazer shows regularmente no bar e conhece Elyse (Suvari), a entediada dona de casa de um homem com quem Becks estudou. Elyse paga a Becks para aulas de violão e elas começam um romance clandestino. Depois que Ann as encontra fazendo sexo, ela chuta Becks para fora de casa. Becks e Elyse planejam se mudar para Nova York juntas, mas Becks vai embora sem ela e volta para o Brooklyn.

## Elenco
- Lena Hall como Mary Rebecca "Becks"
- Mena Suvari como Elyse
- Christine Lahti como Ann
- Dan Fogler como Dave
- Michael Zegen como Pete
- Hayley Kiyoko como Lucy

## Recepção

### Resposta crítica
No agregador de resenhas Rotten Tomatoes, o filme tem uma avaliação de 95% com base em resenhas de 20 críticos e uma avaliação média de 6.9/10. No Metacritic, ele recebeu uma pontuação de 64 (de 100) com base em sete críticos, indicando "avaliações geralmente favoráveis". Kimber Myers escreveu para o The Los Angeles Times, "Sexy e sexualmente franco, Becks funciona graças ao talento musical e charmes excêntricos de seu solo. Hall se sente autêntica a cada momento, esteja ela tocando uma guitarra em um bar, brigando com a mãe ou se apaixonando."  Em uma crítica menos positiva, Pat Padua escreveu no The Washington Post, "Hall e Suvari têm uma química palpável, tanto musicalmente quanto em seu relacionamento. Mas apesar dos momentos eficazes, Becks, como sua personagem central, nunca encontra seu fundamento."

### Prêmios
Becks ganhou o prêmio de Melhor Filme na categoria Ficção dos EUA no Festival de Cinema de Los Angeles 2017.